# Maurício Botelho
Maurício Novis Botelho (Rio de Janeiro, 1942) é um empresário brasileiro.
Formou-se em 1965 em engenharia mecânica, na Escola Nacional de Engenharia da Universidade do Brasil no Rio de Janeiro (atual Universidade Federal do Rio de Janeiro - UFRJ), com diversos cursos de extensão em finanças e administração.
Logo após sua formatura, trabalhou como engenheiro em várias empresas no período de 1965 a 1968, quando então foi nomeado gerente e depois diretor da Empresa Brasileira de Engenharia S.A., responsável pelo desenvolvimento de negócios e implementação de projetos nas áreas de geração e transmissão de energia, siderurgia, mineração e petroquímica.
Em 1981 tornou-se diretor da Cobrel Maquip S.A. Comércio e Engenharia, uma subsidiária da Cia Bozano, Simonsen, envolvido no gerenciamento de projetos industriais, bem como na implantação de sistemas de controles e processos, assumindo a posição de diretor presidente a partir de 1985.
De 1988 a 1995, Maurício Botelho foi presidente da Odebrecht Automação e Telecomunicações Ltda (OTL) e de suas subsidiárias, voltada à implementação de sistemas de controles de processos, principalmente nas áreas de ferrovias, metrôs e sistemas de energia – através da sua subsidiária CMW Equipamentos Ltda. – e às áreas de telecomunicações e transmissão de dados – através das subsidiárias STL – Engenharia de Sistemas Ltda. e Soluções Integradas Prolan Ltda.
Na Tenenge – Técnica Nacional de Engenharia S.A., em 1992, foi vice-presidente executivo desta subsidiária do Grupo Odebrecht, responsável pela implementação de projetos industriais, incluindo plataformas de extração de petróleo e de produção de gás, que compreendia a fabricação de estruturas e módulos de processamento no Brasil, Reino Unido e Portugal.
Maurício Botelho foi diretor executivo da Cia. Bozano (antiga Bozano, Simonsen), atuando no acompanhamento dos investimentos do grupo.
Em 27 de setembro de 1995 foi eleito diretor presidente da então EMBRAER e conduziu a reorganização pós-privatização, instituindo uma nova cultura corporativa empresarial, dirigida à satisfação do cliente, o que resultou num reposicionamento da empresa.
Foi presidente do Conselho de Administração da atual Embraer até janeiro de 2012, faz parte do Conselho de Administração da CBMM - Companhia Brasileira de Metalurgia e Mineração e ainda compõe o Conselho de Desenvolvimento Econômico e Social do Governo Federal.
Fez parte do Conselho de Administração da Perdigão até a fusão com a Sadia, criando a BRF. Em março de 2010 se associou à Arsenal Finanças, empresa de finanças corporativas com foco em Fusões & Aquisições, onde ficará à frente de novos negócios e terá papel institucional junto ao mercado.
Em dezembro de 2009 foi eleito pela Harvard Business Review um dos cem melhores executivos do mundo, ocupando a 65ª colocação. Além de Maurício Botelho, o único brasileiro a estar presente na lista dos cem melhores executivos do mundo foi Benjamin Steinbruch, que comanda a Companhia Siderúrgica Nacional (CSN), ficando na 15ª colocação.